# Potrero del Llano
Die Potrero del Llano war ein mexikanischer Öltanker, dessen Versenkung während des Zweiten Weltkriegs durch die Kriegsmarine mit ein Anlass zur Kriegserklärung Mexikos an das Deutsche Reich vom 1. Juni 1942 war.

## Geschichte
Der Tanker wurde 1912 als F.A. Tamplin auf der Werft Palmers Shipbuilding and Iron Company in Jarrow
für die Londoner Reederei F. A. Tamplin Steam Ship Company gebaut und nach seiner Fertigstellung von T.W. Tamplin & Company in London bereedert. Im Jahr 1920 übernahm die Londoner Reederei Meade-King, Robinson & Company das Schiff und setzte es ohne Umbenennung ein. Im Jahr darauf erwarb die Reederei Société Anonyme d'Armement, d'Industrie et de Commerce aus Antwerpen den Tanker und benannte ihn in Arminco um. Am 2. April 1930 kaufte die Reederei Societe Italiana Trasporti Petroliferi (SITP) aus Genua das Schiff und benannte es in erneut um in Lucifero. 1933 wurde der Tanker ohne Umbenennung auf die ebenfalls in Genua ansässige Reederei Societa Petrolifera Esercizi Marittimi übertragen.
Der Tanker befand sich während des japanischen Angriffs auf Pearl Harbor am 7. Dezember 1941 in Tampico, wo es von der Regierung Mexikos beschlagnahmt wurde. Die Mexikaner tauften das Schiff nach einem bekannten Ort im Bundesstaat Nayarit um: Potrero del Llano. Es fuhr nun für den staatlichen Ölkonzern PEMEX und befand sich am 13. Mai 1942 im Golf von Mexiko vor Miami.
Dort wurde es von dem deutschen U-Boot U 564 gesichtet. Der deutsche U-Boot-Kommandant, Kapitänleutnant Reinhard Suhren, gab später an, das Schiff zwar als italienisches erkannt, aber auf Grund der Schiffsposition in US-amerikanischen Gewässern vor Miami sich dennoch zum Angriff entschlossen zu haben. Von den 35 Besatzungsmitgliedern überlebten 22 Personen, die vom US-amerikanischen Schiff PC-536 aufgenommen und nach Miami gebracht wurden.
Als am 21. Mai auch noch der Tanker Faja de Oro durch U 106 torpediert worden war, erklärte Mexiko am 28. Mai 1942 Deutschland, Italien und Japan den Krieg.

## Einzelnachweis
1. ↑  Eintrag bei wrecksite

Koordinaten: 25° 35′ 0″ N, 80° 6′ 0″ W